# Temergie
 (novembre 2014).
Si vous disposez d'ouvrages ou d'articles de référence ou si vous connaissez des sites web de qualité traitant du thème abordé ici, merci de compléter l'article en donnant les références utiles à sa vérifiabilité et en les liant à la section « Notes et références ».
Temergie est une association loi de 1901 créée à La Réunion le 18 septembre 2007 à l'Hôtel de Région en présence de 56 membres fondateurs (entreprises, collectivités territoriales, associations, établissements publics etc.) et qui a pour objet le développement économique par une meilleure coordination entre les acteurs de la recherche et développement et les acteurs industriels dans les domaines :
- de la maîtrise de l'énergie appliquée aux bâtiments dans leur conception et leur construction, à l'industrie et aux transports
- de la production d'énergie à partir des énergies renouvelables
- du stockage de l'énergie notamment par le biais de l'hydrogène

Temergie est un acronyme signifiant : Technologies des Energies Maîtrisées, Énergie renouvelable et Gestion Isolée de l'Energie.
De par son objet, Temergie se définit comme une grappe industrielle ou pôle de compétence.
Temergie fait partie des 126 grappes d'entreprises françaises sélectionnées par la DATAR et du pôle de compétitivité Capenergies.

## Les membres du cluster Temergie

### Entreprises
- Groupe Dijoux
- Corex
- Hémisphère Sud Ingénierie
- Bioalgostral Océan Indien
- EDF Ile de La Réunion
- Séchilienne-Sidec Compagnie Thermique du Gol
- Grands Travaux de l'Océan Indien (GTOI)
- Groupe RES Développement Océan Indien
- Seanergy Océan Indien
- Société Immobilière du Département de La Réunion (SIDR)
- Tenesol Océan Indien
- Société d'Aménagement de Périmètres Hydro-agricoles de l'Ile de La Réunion (SAPHIR)
- Teeo Innovation
- Rural I.Dé.e
- Imageen
- Aérowatt Réunion
- Schneider Electric Océan Indien
- RD2A
- Sowatt
- Solar Trade Océan Indien
- Honka Ocean Indien
- ArcelorMittal Construction Réunion
- Iridium Développement
- Réuniwatt

### Organisations professionnelles / associations / chambres consulaires
- La Fédération Réunionnaise du Bâtiment et des Travaux Publics (FRBTP)
- L'Association pour le Développement Industriel de La Réunion (ADIR)
- La Chambre de Commerce et d'Industrie de La Réunion (CCIR)
- La Chambre de Métiers et de l'Artisanat de La Réunion (CMA)
- Le Syndicat de l'Artisanat du Bâtiment Réunionnais (SABR)
- La Technopole de La Réunion
- L'Agence régionale de l'énergie de La Réunion (ARER)

### Collectivités territoriales
- Le Conseil régional de La Réunion
- Le Conseil général de La Réunion

### Organisme de recherche et de formation
- Laboratoire de Physique et Ingénierie Mathématique pour l'Energie et l'environnemeNt et le bâtimenT (Laboratoire PIMENT)
- L'Université de La Réunion